# Aphaniotis fusca
Aphaniotis fusca là một loài thằn lằn trong họ Agamidae. Loài này được Peters mô tả khoa học đầu tiên năm 1864.